# Мальпагини, Джованни
Джованни Мальпагини известный как Джованни да Равенна (итал. Giovanni Malpaghini; около 1346, Равенна — около 1417, Флоренция) — итальянский гуманист конца XIV — начала XV века.
С 1364 по 1368 год — ученик Франческо Петрарки, служил у него секретарём и переписчиком. В некоторых из своих писем, Петрарка сердечно хвалил молодого ученика, полного интеллектуальных и моральных качеств.
Позже, преподавал латинский язык в Падуе, был профессором риторики, грамматики и литературы во Флоренции и один из ранних деятелей Возрождения в этом городе. Среди его учеников — Гуарино да Верона.
Д. Мальпагини долгое время смешивали с Джованни Конверсини и приписывали ему его сочинения.